# Joe Ruddy
Joseph Aloysius „Joe” Ruddy (ur. 28 września 1878 w Nowym Jorku, zm. 11 listopada 1962 tamże) – amerykański pływak i piłkarz wodny, medalista olimpijski Letnich Igrzysk 1904 w Saint Louis.
Razem z klubem New York Athletic Club zdobył złoty medal olimpijski w sztafecie pływackiej na 4 × 50 jardów stylem dowolnym oraz w turnieju piłki wodnej.
Jego syn Ray i bratanek Stephen również byli olimpijczykami.